# Kord Lāgharī
Kord Lāgharī (persiska: كُردِ لاغَريب, Kord-e Lāgharīb, کرد لاغری) är en ort i Iran.   Den ligger i provinsen Kohgiluyeh och Buyer Ahmad, i den centrala delen av landet, 600 km söder om huvudstaden Teheran. Kord Lāgharī ligger 1 758 meter över havet och antalet invånare är 403.
Terrängen runt Kord Lāgharī är varierad. Kord Lāgharī ligger nere i en dal. Runt Kord Lāgharī är det ganska glesbefolkat, med 28 invånare per kvadratkilometer. Närmaste större samhälle är Yasuj, 3,7 km nordost om Kord Lāgharī. Omgivningarna runt Kord Lāgharī är i huvudsak ett öppet busklandskap.